# Jianchangdao
Jianchangdao (kinesiska: 建昌道, 建昌道街道) är ett stadsdelsdistrikt i Kina. Det ligger i storstadsområdet Tianjin, i den norra delen av landet, nära eller i stadens centrum. Antalet invånare är 90 362. Befolkningen består av 41 793 kvinnor och 48 569 män. Barn under 15 år utgör 5,0 %, vuxna 15-64 år 82 %, och äldre över 65 år 11,0 %.